# HMS Devastation (1871)
El HMS Devastation fue el primero de los dos acorazados de la clase Devastation construidos para la Royal Navy británica. Fue el primero de sus buques capitales oceánicos que no portaba velas, y en el que la totalidad de su armamento principal, estaba montado sobre el casco, en lugar de dentro de él. Durante sus primeros quince años de servicio, estuvieron considerados como los buques más potentes del mundo.

## Historial
El Devastation fue construido en la década de 1870, en un momento, en el cual, la propulsión a vapor, se había establecido entre las principales potencias navales del mundo. Aunque muchos de los buques de su época, no solo estaban equipados con máquinas de vapor, sino que además, montaban un aparejo de mástiles y velas como propulsión auxiliar. La presencia de estos mástiles, obligaba a que las torres de armamento, estuvieran colocadas en las bandas. El Devastation, diseñado por Sir Edward J. Reed, representaba un cambio de este patrón, sin mástiles y con dos torres sobre el casco en la línea de crujía, cada una de ellas armada con dos cañones de 305 mm de avancarga, y cada una de ellas con un arco de fuego de 280.º. 
El buque, podía alcanzar una velocidad de 13,84 nudos (25,6 km/h) con una autonomía máxima de 5500 millas náuticas (8850 km), lo cual, se consideraban buenos registros en su época. En 1891, las piezas de 305 mm de avancarga, fueron reemplazadas por otras de 254 mm de retrocarga, a la vez que se le dotaba de nuevas máquinas.
Fue desplegado al servicio del Reino Unido en aguas del Mediterráneo. Posteriormente, fue modernizado de nuevo, se le asignó a la primera flota de reserva, con base en Escocia. Fue desguazado en 1908.